# 48575 Hawaii
48575 Hawaii è un asteroide della fascia principale. Scoperto nel 1994, presenta un'orbita caratterizzata da un semiasse maggiore pari a 3,0611072 UA e da un'eccentricità di 0,1075341, inclinata di 10,36964° rispetto all'eclittica.